# Ljetnikovac biskupa Haulika
Ljetnikovac biskupa Haulika je ljetnikovac u park-šumi Maksimir. Ova klasicistička zgrada je građena u periodu 1839.–1840., prema nacrtu Franza Schüchta na malom brežuljku u jugoistočnom dijelu parka.
Zgrada je visoka prizemnica pravokutnog trokuta, sa središnjim rizalitom koji završava trokutastim bogato profiliranim zabatom. U sredini zabata je monogram G. H. Ispred pročelja je terasa, a na začelju dvokrako stubište između kojeg je ulaz u podrum. Otvori se nastavljaju u polukrugu iznad istaknutog vijenca koji se proteže oko čitave zgrade.
Stan se sastoji od salona, radne i spavaće sobe, malog predsoblja te nekoliko manjih prostorija za poslugu. Pravokutni salon se otvara prema terasi, a zidovi su raščlanjeni pilastrima i nišama. U spavaćoj je sobi je kada umetnuta u pod i pokrivena parketima, što je bila rijetkost za ono doba. Prema opisu iz 1869. godine, saznajemo da je zgrada bila pokrivena tisovom šindrom te da se uz nju nalazi mali zidani staklenik s jednom ostakljenom stijenom i uzidanim cijevima za grijanje. Voditelj radova na njenoj izgradnji bio je Andrija Leitner.

## Zaštita
Zgrada je zaštićeno kulturno dobro.